# Caféiculture au Costa Rica
La production de café au Costa Rica représente en 2016 environ 1,2 % de la production mondiale de café, ce qui fait le 14e plus grand producteur du monde derrière la Côte d'Ivoire.

## Particularités
Les grains de café du Costa Rica, sont considérés comme parmi les meilleurs dans le monde. Tarrazú est pensé pour produire la plus désirable des grains de café au Costa Rica. En 2012, le café de Tarrazú est devenu le plus cher des cafés vendus par Starbucks dans 48 de leurs magasins aux États-Unis.

## Histoire

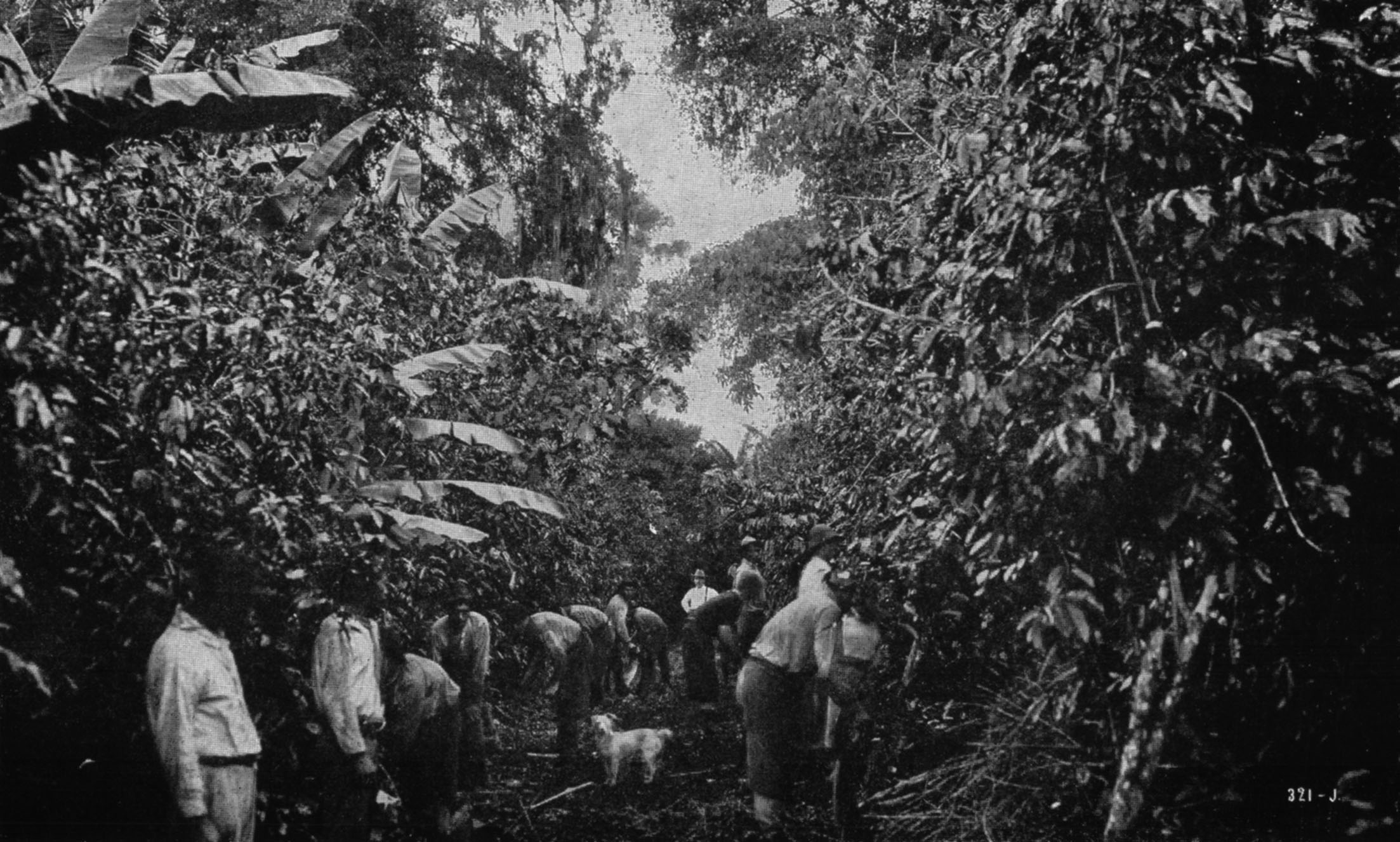
Ancienne plantation au Costa Rica

L'histoire de la caféiculture au Costa Rica débute dès la période coloniale, puis prend son essor dès les années 1820-1830, quand les autorités coloniales prirent des premières mesures fiscales visant à développer, entre autres, la culture caféière. À l'indépendance, il avait 17.000 caféiers, permettant l'exportation de 2 quintaux de café au Panama. Le nouveau gouvernement distribua gratuitement des terres aux personnes qui s'engageaient à cultiver du café, tandis que les autorités de certaines communes obligèrent même leurs habitants à posséder au moins un certain nombre de caféiers.
Les exportations à travers la frontière vers le Panama n'ont pas été interrompu lorsque le Costa Rica a rejoint d'autres provinces d'Amérique Centrale, en 1821.
Le gouvernement a offert aux agriculteurs des parcelles de terrain. Le système de la plantation de café s'est donc développé en grande partie à la suite de la politique d'ouverture, bien que les barons de café aient joué un rôle dans la croissance  par la différenciation interne. Très vite, le café est devenu une source majeure de recettes, dépassant le cacao, le tabac et le sucre dès 1829.
En 1839, les exportations s'élèvent déjà à 90.000 quintaux. « Un nouvel état » est né l'année précédente, le Costa Rica, mais en raison de la violence de la guerre civile, les partis libéraux, comme ailleurs en Amérique centrale ont perdu toute influence politique et les dictatures conservatrices vont contrôler le gouvernement costaricien jusqu'en 1870.
En 1843, le navigateur guernesiais William Le Lacheur met en place une route commerciale régulière et directe pour les producteurs de café du Costa Rica vers l’Europe, contribuant ainsi à créer des débouchés commerciaux pour le café, sous la marque "Café de Valparaiso", le port chilien servant pour la réexpédition. William Le Lacheur revenait de Seattle sur son navire "The "Monarch", lorsqu'il s'est échoué avec une cargaison de peaux, près de Puntarenas. Il repart avec 550 quintaux de café, en profitant d'une crise de surproduction, puis fait venir son frère, qui lui importe 2500 quintaux en Angleterre. Le quintal est acheté 3 pesos à San José puis vendu 7 pesos à Puntarenas, 13 pesos à Valparaiso et 20 en Europe.
En 1843-1844, les producteurs de café du Costa Rica détenant un patrimoine de plus de mille pesos sont déjà au nombre de 101, plus nombreux que ceux qui ont moins de ce montant, et presque aussi nombreux que les 160 possédants détenant ce capital mais exerçant dans d'autres domaines. L'élite caféière qui émerge était le plus souvent déjà fortunée et cette culture d'exportation la fédère, dans un mouvement vers la modernisation.
Les producteurs et les commerçants en café ont transformé le Costa Rica et contribué à la modernisation du pays, qui a fourni le financement pour les jeunes universitaires aspirant à des études en Europe. Les revenus générés par le café au Costa Rica ont financé les premiers chemins de fer reliant le pays à la Côte Atlantique, en 1890, le “Ferrocarril al Atlántico”. Le Théâtre National lui-même à San José est un produit de la culture du café, dont les principaux producteurs étaient des membres éminents de la société. 
En 1955, une taxe à l'exportation a été placé sur le café du Costa Rica, ce qui a été aboli en 1994. En 1983, l'un des principaux syndromes bactériens a frappé l'industrie du café dans le pays, en la jetant dans une crise qui a coïncidé avec la baisse des prix du marché d'environ 40 %. À la fin des années 1980 et au début des années 1990, la production de café a augmenté, passant de 158 000 tonnes en 1988 à 168 000 membres en 1992, mais les prix ont chuté, affaiblissant les recettes de cette production, passées de 316 millions de dollars en 1988 à 266 millions de dollars en 1992. 
En 1989, le Costa Rica a rejoint le Honduras, le Guatemala, le Nicaragua et El Salvador pour créer plan de conservation du café centro- américain. Puis il y a eu une tentative par l' Organisation Internationale du Café, au début des années 1990, pour maintenir les quotas d'exportation afin soutenir les cours mondiaux du café.

## Impact sur l'environnement

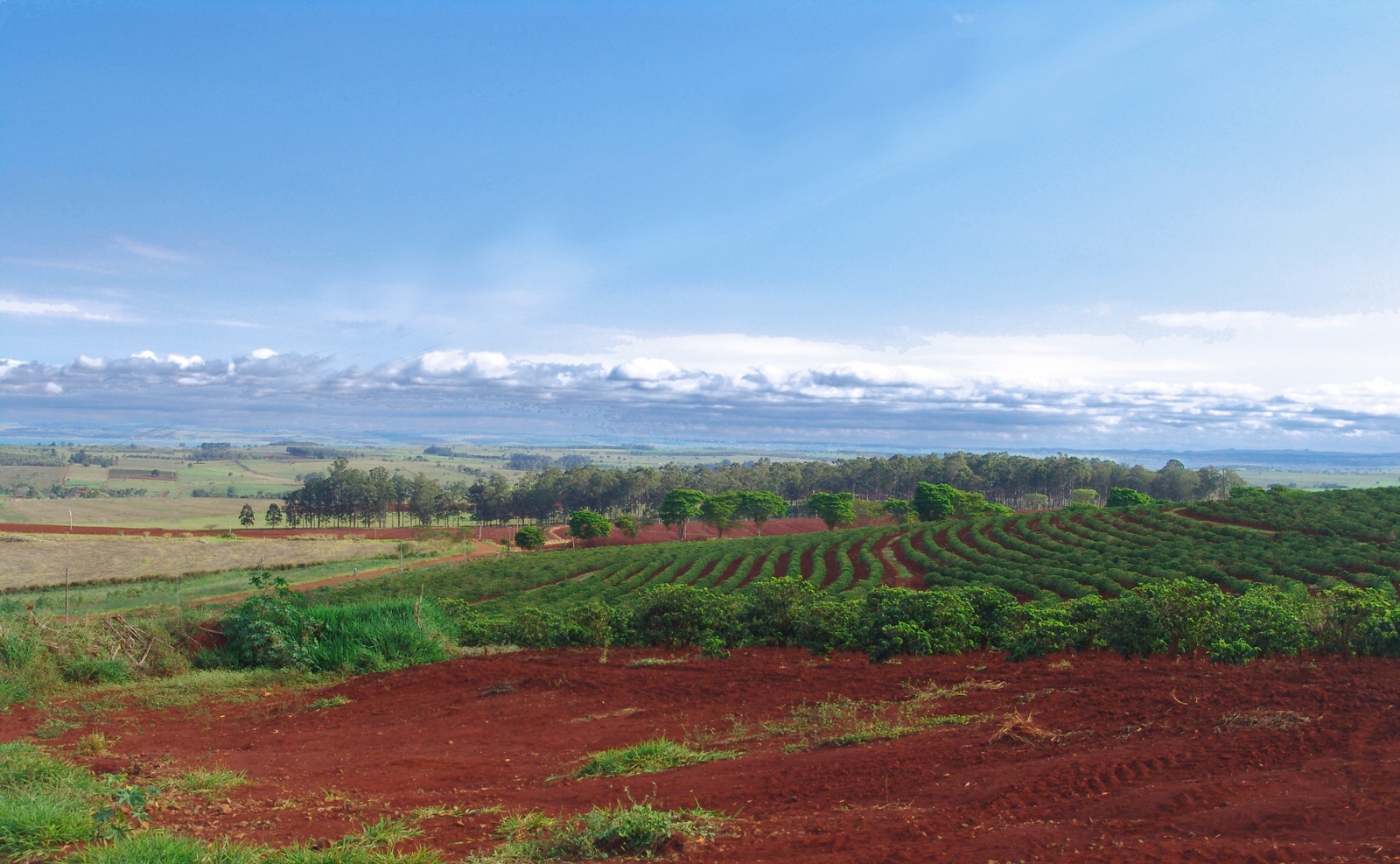
La production caféière peut augmenter le risque d'érosion des sols

Bien que la production de café au Costa Rica soit une source importante de revenus, elle n'est pas sans poser des problèmes environnementaux. Le principal impact est la pollution des rivières au cours du traitement du café, en particulier à la fin du processus de séchage. Environ 57 % des grains de café se composent de contaminants qui détruisent la faune sauvage dans les rivières.